# إيان غو
إيان غو هو كاتب عدل ‏ ومحامي وسياسي بريطاني، ولد في 11 فبراير 1937 في لندن في المملكة المتحدة، وتوفي في 30 يوليو 1990 في Westham ‏ في المملكة المتحدة. نشط حزبياً في حزب المحافظين.

## مناصب
- في الانتخابات العامة في المملكة المتحدة فبراير 1974 [الإنجليزية]‏، انتخب عضو البرلمان السادس والأربعون للمملكة المتحدة  [لغات أخرى]‏ عن دائرة إيستبورن وقد انضم خلال فترته النيابية ‏ (28 فبراير 1974 – 20 سبتمبر 1974) للكتلة البرلمانية حزب المحافظين.
- في الانتخابات العامة في المملكة المتحدة أكتوبر 1974 [الإنجليزية]‏، انتخب عضو البرلمان السابع والأربعون للمملكة المتحدة  [لغات أخرى]‏ عن دائرة إيستبورن وقد انضم خلال فترته النيابية ‏ (10 أكتوبر 1974 – 7 أبريل 1979) للكتلة البرلمانية حزب المحافظين.
- في الانتخابات العامة للمملكة المتحدة 1979 [الإنجليزية]‏، انتخب عضو البرلمان الثامن والأربعون للمملكة المتحدة  [لغات أخرى]‏ عن دائرة إيستبورن وقد انضم خلال فترته النيابية ‏ (3 مايو 1979 – 13 مايو 1983) للكتلة البرلمانية حزب المحافظين.
- في الانتخابات العمومية للمملكة المتحدة 1983 [الإنجليزية]‏، انتخب عضو البرلمان التاسع والأربعون للمملكة المتحدة  [لغات أخرى]‏ عن دائرة إيستبورن وقد انضم خلال فترته النيابية ‏ (9 يونيو 1983 – 18 مايو 1987) للكتلة البرلمانية حزب المحافظين.
- في الانتخابات العمومية للمملكة المتحدة 1987 [الإنجليزية]‏، انتخب عضو البرلمان الخمسون للمملكة المتحدة  [لغات أخرى]‏ عن دائرة إيستبورن وقد انضم خلال فترته النيابية ‏ (11 يونيو 1987 – 30 يوليو 1990) للكتلة البرلمانية حزب المحافظين.
- انتخب Parliamentary Private Secretary to the Prime Minister [الإنجليزية]‏ (4 مايو 1979 – 13 يونيو 1983).